# Ityphilus nemoides
Ityphilus nemoides är en mångfotingart som beskrevs av Chamberlin 1943. Ityphilus nemoides ingår i släktet Ityphilus och familjen Ballophilidae. Inga underarter finns listade i Catalogue of Life.